# باد تسورتسی
شهر باد تسورتسی در تسورتسیبیت در ایالت ارگو در کشور سوئیس واقع شده‌است که ۳٬۹۰۰ نفر جمعیت دارد.

## نگارخانه

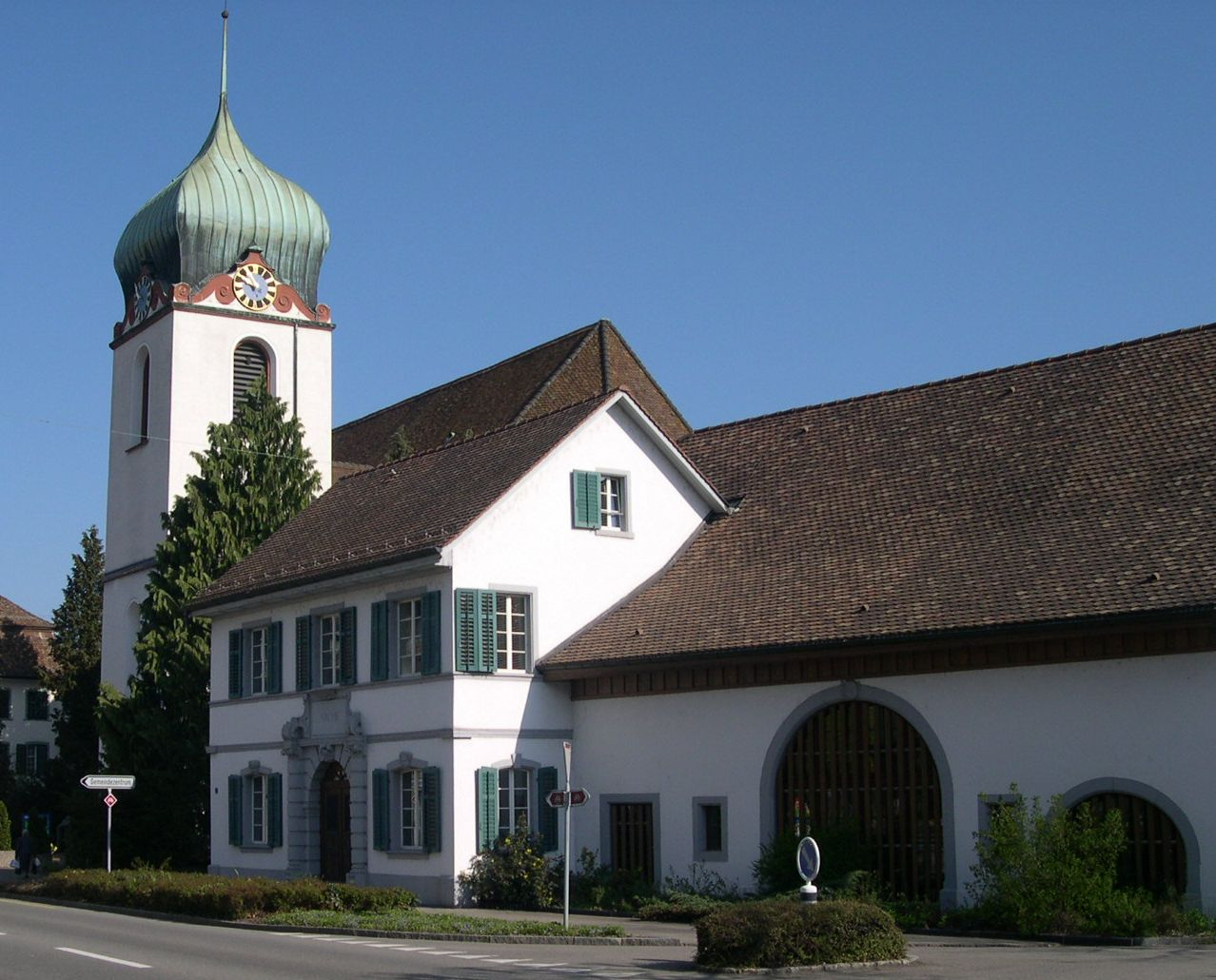
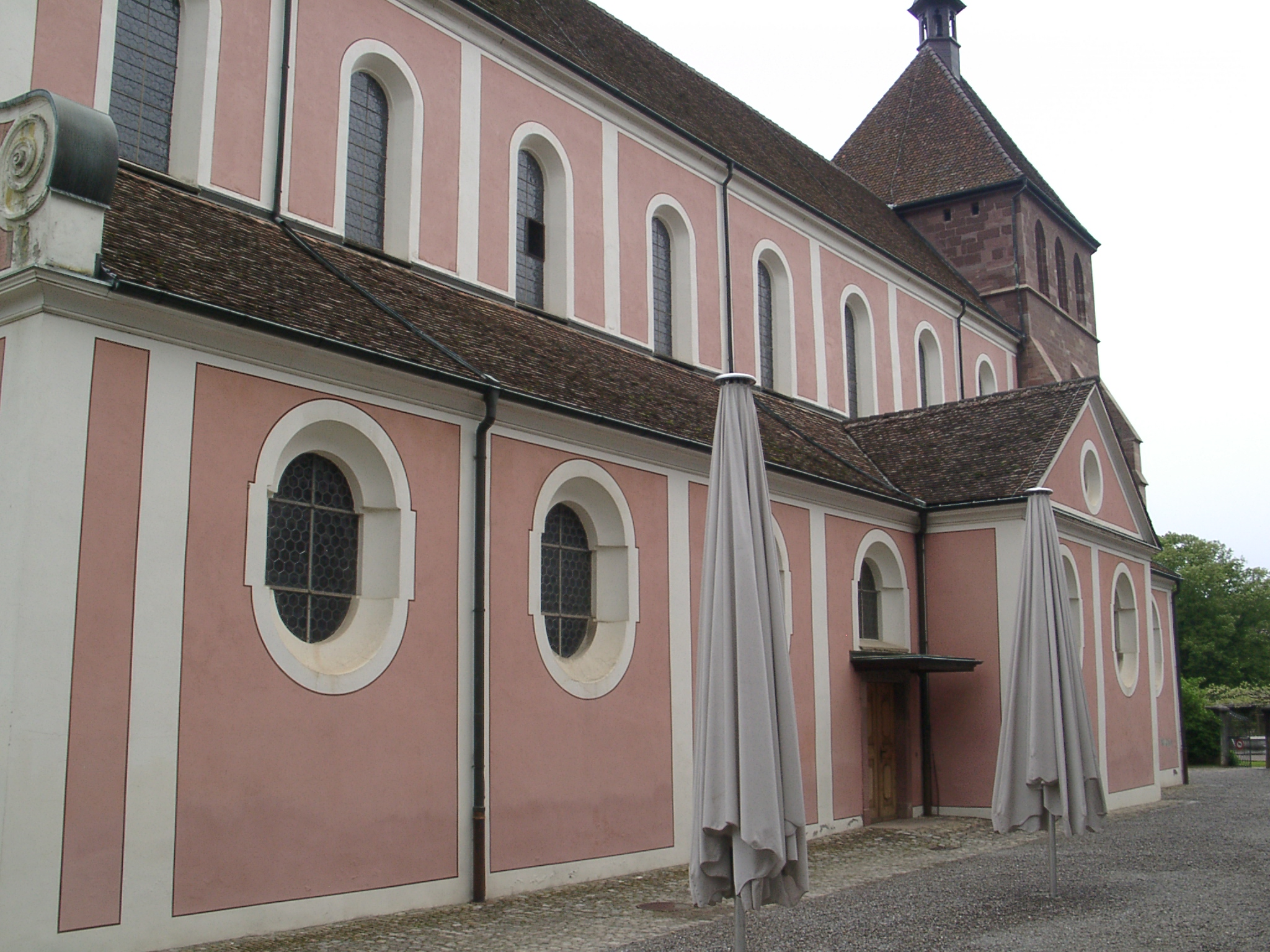
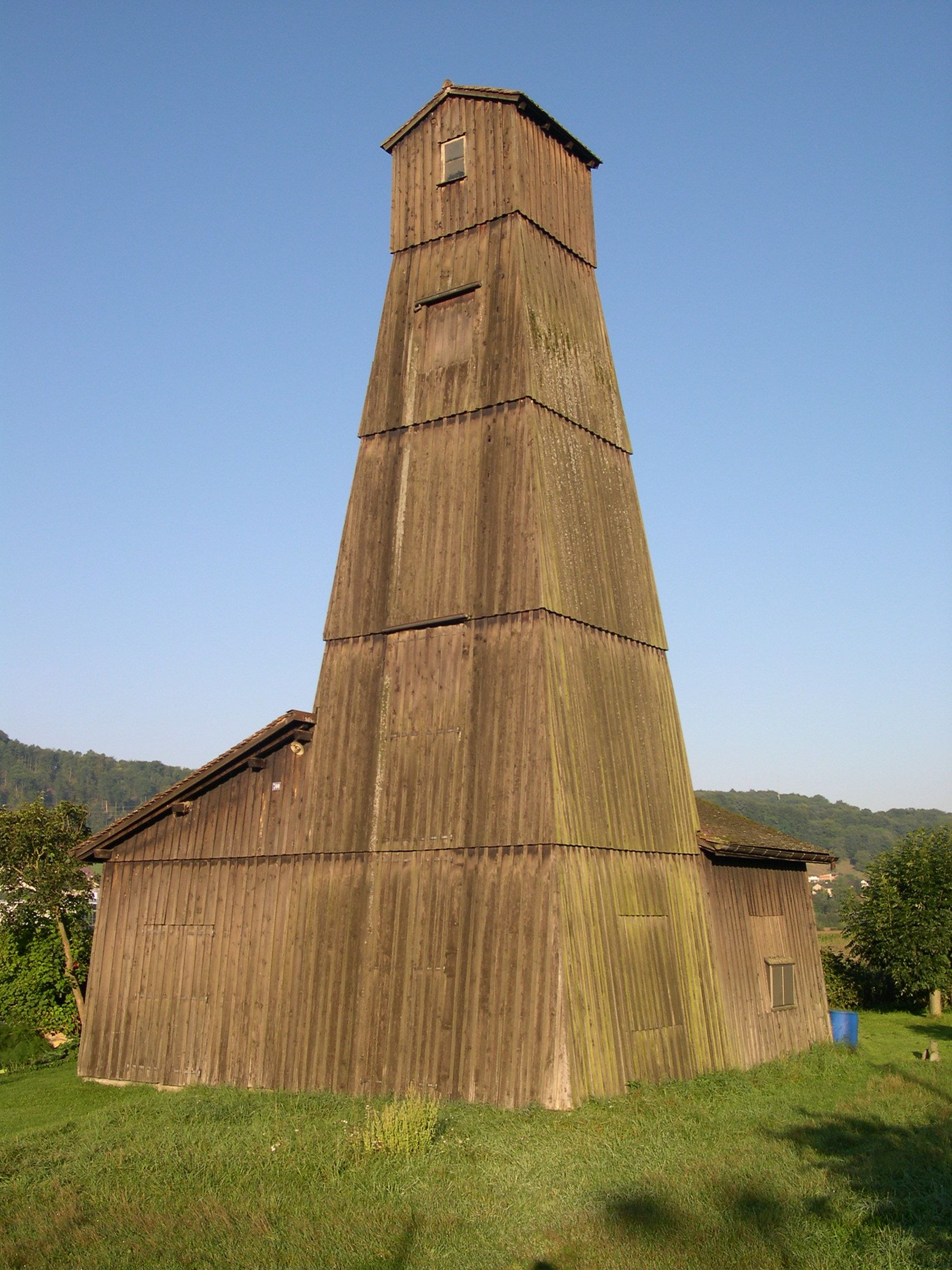
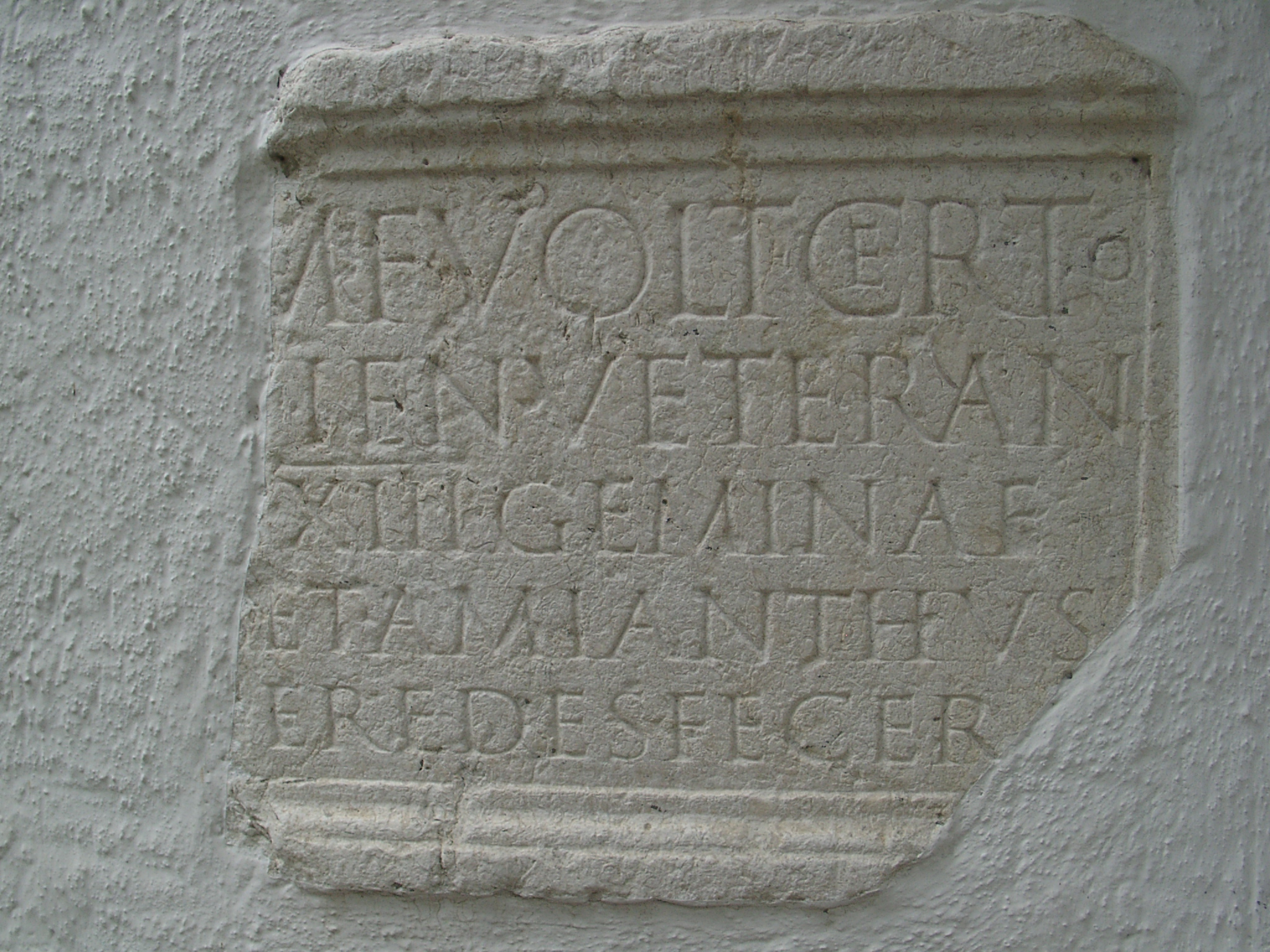